# Poreč (żupania pożedzko-slawońska)
Poreč – wieś w Chorwacji, w żupanii pożedzko-slawońskiej, w mieście Kutjevo. W 2011 roku liczyła 119 mieszkańców.